# تونجی آکینولا
تونجی آکینولا (انگلیسی: Tunji Akinola؛ زادهٔ ۲۱ نوامبر ۱۹۹۸) بازیکن فوتبال است.